# Pesagi (Kayen)
Pesagi is een bestuurslaag in het regentschap Pati van de provincie Midden-Java, Indonesië. Pesagi telt 3049 inwoners (volkstelling 2010).